# Тајван (Народна Република Кина)
Тајван (кин: 台灣; пин: Táiwān) је по уставу Народне Републике Кине једна од 23 кинеске покрајине, смјештена на југу земље на острву Тајвану. Главни град Покрајине Тајван је Тајпеј који лежи на сјеверу острва. Иако НР Кина од свог оснивања 1949. никад није управљала тим острвом, она на њега полаже право на основу историјских чињеница, јер је Тајван још од 1886. био једна од кинеских покрајина.
Острвом Тајван као и острвима његовог архипелага дефакто управља непризната Република Кина, тако да покрајина Тајван за разлику од осталих кинеских покрајина нема свог гувернера, већ његову улогу заузима Канцеларија за Тајван у министарству спољашњих послова НР Кине.

## Географија
Тајван се налази на југу земље између Јужно и Источнокинеског мора. Покрајина има површину од 36.191 km2 и 23.190.000 становника (по подацима из 2011).

## Клима
По Кепеновој класификацији климе Тајван има влажну и монсунска суптропску климу, са врућим влажним љетима и релативно топлим зимама.

## Привреда
Покрајина Тајван је уз Хонгконг привредно најразвијенији дио Кине. Бруто домаћи производ Тајвана 2011. износио је 736 милијарди долара, односно 16.391 долара по становнику.